# حجل بن عبد المطلب
أبو قُرَة حجل بن عبد المطلب الهاشمي القرشي (59 ق هـ - 18 ق هـ / 565م - 605م) من أعمام النبي محمد ﷺ، وحجل لقبه واسمه المُغَيرة بن عبد المطلب وتوفي قبل البعثة النبوية. وهو الأخ الشقيق للصحابي حمزة بن عبد المطلب والصحابية صفية بنت عبد المطلب  وأمهم هالة بنت أهيب القرشية. وله ابن واحد هو قرة بن حجل وبه يُكَنى بأبي قرة.